# エルナン・ペレス
エルナン・アルセニオ・ペレス・ゴンサレス（Hernán Arsenio Pérez González, 1989年2月25日 - ）は、パラグアイ・フェルナンド・デ・ラ・モラ出身のサッカー選手。パラグアイ代表。クラブ・ヘネラル・カバジェロ所属。ポジションはフォワード。

## 経歴
2005年からタクアリーFCのユースチームに所属し、2007年にトップチーム昇格した。
2009年7月30日、スペインのビジャレアルCF Bに移籍し、2011-12シーズンからトップチーム登録になった。2014年1月31日、ギリシャ・スーパーリーグのオリンピアコスFCに期限付き移籍した。2015年1月30日、セグンダ・ディビシオンのレアル・バリャドリードにシーズン終了までの期限付きで加入した。
2015年7月3日、RCDエスパニョールに移籍した。
2018年1月12日、デポルティーボ・アラベスにシーズン終了までの期限付き移籍で加入。
2019年7月24日、アル・アハリ・ドーハと4年契約を締結した。

## 代表歴
U-20パラグアイ代表として2009 南米ユース選手権に出場し得点王となる5ゴールを決めた。
2010年3月31日の南アフリカとの親善試合でA代表デビュー。コパ・アメリカ2011のメンバーに選ばれ、準々決勝のブラジル戦に途中出場した。2012年8月15日のグアテマラとの親善試合で代表初得点を記録。

## タイトル

### クラブ
オリンピアコスFC
- ギリシャ・スーパーリーグ：2013-14